# Kim Sang-ho
Kim Sang-ho (hangul: 김상호, hanja: 金尙昊, RR: Gim Sang-ho; Gyeongju, Provincia de Gyeongsang del Norte, 24 de julio de 1970) es un veterano actor surcoreano.

## Carrera
Es miembro de la agencia Just Entertainment (저스트엔터테인먼트). Previamente fue miembro de la agencia Huayi Brothers Korea (화이브라더스코리아; antes conocida como "Sim Entertainment").
El 3 de febrero de 2005 apareció en la película The President's Last Bang, donde dio vida a Jang, un agente de la KCIA.
En marzo de 2010 se unió al elenco recurrente de la serie Prosecutor Princess donde interpretó a Na Joong-seok, el fiscal en jefe.
En mayo de 2011 se unió al elenco de la serie City Hunter, donde dio vida a Bae Shik-joong, un jugador problemático que se convierte en el amigo cercano de Lee Yoon-sung (Lee Min-ho) luego de que este lo salva de unos matones, hasta el final de la serie en julio del mismo año.
En noviembre del mismo año se unió al elenco de la serie Special Affairs Team TEN, donde interpretó a Baek Do-shik, un veterano policía que posee un agudo sentido de la intuición, hasta el final de la serie el 30 de junio de 2013.
En febrero de 2014 se unió al elenco recurrente de la serie Wonderful Day, donde dio vida a Kang Ssang-shik, el tío de Kang Dong-suk (Lee Seo-jin).
En septiembre de 2015 se unió al elenco recurrente de la serie D-Day donde interpretó al bombero Choi Il-seop.
En julio de 2016 se unió al elenco de la serie Hey Ghost, Let's Fight, donde dio vida a Myung-cheol, un monje budista que ha sido el protector espiritual de Park Bong-pal (Ok Taec-yeon) desde la infancia.
En mayo de 2017 se unió al elenco recurrente de la serie The Guardians, donde interpretó a Oh Kwang-ho, un miembro de la oficina del fiscal del distrito central de Seúl.
En enero de 2018 se unió al elenco recurrente de la serie Missing 9, donde dio vida a Hwang Jae-kook, el presidente de Legend Entertainment quien se encuentra entre los 12 sobrevivientes de un accidente aéreo.
En enero de 2019 se unió al elenco de la primera temporada de la serie Kingdom donde interpretó a Moo-young, el leal guardaespaldas del príncipe Lee Chang (Ju Ji-hoon), hasta el final de la segunda temporada en marzo de 2020.En abril del mismo año se unió al elenco recurrente de la serie The Nokdu Flower (también conocida como "The Nokdu Flower"), donde dio vida a Choi Deok-gi, un vendedor ambulante y amigo de Song Ja-in (Han Ye-ri).
En septiembre de 2019 protagonizó la película By Quantum Physics: A Nightlife Venture, con el personaje de Park Ki-hun, un detective que lucha contra una organización criminal.
En agosto de 2020 se unió al elenco recurrente de la serie Alice, donde interpretó al oficial Go Hyun-seok, un detective y líder de equipo del equipo de investigación que está a cargo del caso de asesinato de Park Sun-young (Kim Hee-sun).
En febrero de 2021 se unió al elenco recurrente de la serie L.U.C.A.: The Beginning, donde da vida a Choi Jin-hwan, un miembro de la estación de policía de Jooan y el líder del equipo de la división de investigación de crímenes mayores, hasta ahora.El 15 de octubre del mismo año apareció como parte del elenco recurrente de la serie My Name (también conocida como "Nemesis"), donde interpretó a Cha Ki-ho, el líder del equipo de la unidad de Investigación de Drogas.

## Filmografía

### Series de televisión
| Año     | Título                                     | Personaje                     | Notas                     | Ref.          |
| ------- | ------------------------------------------ | ----------------------------- | ------------------------- | ------------- |
| 2008    | The Kingdom of the Winds                   | Ma-hwang                      |                           |               |
| 2009    | Triple                                     | Entrenador Nam                |                           |               |
| 2010    | Prosecutor Princess                        | Na Joong-seok                 |                           |               |
| 2011    | Twinkle Twinkle                            | Park Joong-hyuk               |                           |               |
| 2012    | City Hunter                                | Bae Shik-joong / Bae Man-deok |                           |               |
| 2012    | My Husband Got a Family                    | Bang Jung-bae                 | 58 episodios              |               |
| 2011-13 | Special Affairs Team TEN                   | Baek Do-shik                  | 21 episodios              |               |
| 2013    | The Blade and Petal                        | So Sa-beon                    | 20 episodios              | [ 16 ]        |
| 2014    | Wonderful Day                              | Kang Sang-shik                |                           |               |
| 2014    | Doctor Stranger                            | Yang Jeong-han                |                           | [ 17 ]        |
| 2014    | Drama Special Season 5 - "Illegal Parking" | Ahn Sang-shik                 | 1 episodio                |               |
| 2015    | D-Day                                      | Choi Il-seop                  |                           |               |
| 2016    | Babysitter                                 | Jo Sang-won                   |                           |               |
| 2016    | Lucky Romance                              | Won Dae-hae                   |                           |               |
| 2016    | Hey Ghost, Let's Fight                     | Myung-cheol                   | 15 episodios              | [ 18 ]        |
| 2017    | Missing 9                                  | Hwang Jae-kook                |                           |               |
| 2017    | Missing 9: The Beginning                   | Hwang Jae-kook                | 1 episodio                |               |
| 2017    | The Guardians                              | Oh Kwang-ho                   |                           |               |
| 2019    | The Nokdu Flower                           | Choi Deok-gi                  |                           |               |
| 2019-20 | Kingdom                                    | Moo-young                     |                           | [ 19 ]        |
| 2020    | Alice                                      | Det. Ko Hyun-seok             |                           |               |
| 2020    | Sweet Home                                 | Han Doo-shik                  |                           | [ 20 ] [ 21 ] |
| 2021    | L.U.C.A.: The Beginning                    | Choi Jin-hwan                 |                           |               |
| 2021    | My Name                                    | Cha Ki-ho                     |                           |               |
| 2021    | A Person Like You                          | Yoon Sang-ho                  |                           |               |
| 2022    | Rookie Cops                                | Cha Yoo-gon                   |                           | [ 22 ] [ 23 ] |
| 2022    | Insider                                    | Mok Jin-hyung                 |                           | [ 24 ]        |
| 2022    | Bad Prosecutor                             | Park Jae-kyung                |                           | [ 25 ] [ 26 ] |
| 2022    | Besos y presagios                          | Director                      | Cameo, ep. 12 - serie web |               |
| 2022    | May It Please the Court                    | Shin Chi-shik                 | Serie web                 | [ 27 ]        |
| 2023    | Los demás no                               | Park Sang-koo                 |                           | [ 28 ]        |
| 2023    | The Kidnapping Day                         | Park Cheol-won                | 12 episodios              | [ 29 ] [ 30 ] |
| 2024    | Blood Free                                 | Kim Sin-gu                    | Serie web                 | [ 31 ]        |
| 2024    | Hide                                       | Baek Min-yeop                 |                           | [ 32 ] [ 33 ] |
| 2024    | Dongjae, the Good or the Bastard           | Lee Kyung-hak                 |                           | [ 34 ]        |
| 2025    | El palacio embrujado                       | Poongsan                      |                           | [ 35 ]        |
| 2025    | Otro brindis para el amor                  | Han Jung-soo                  |                           | [ 36 ] [ 37 ] |

### Películas
| Año   | Título                                  | Personaje            | Notas | Ref.          |
| ----- | --------------------------------------- | -------------------- | ----- | ------------- |
| 2001  | The Last Witness                        | Prisionero fugitivo  |       |               |
| 2003  | Mutt Boy                                | Jang-son             |       |               |
| 2004  | The Big Swindle                         | "Petrol" (휘발류)    |       |               |
| 2005  | The President's Last Bang               | Agente Jang          |       |               |
| 2005  | She's on Duty                           | Detective Kang       |       |               |
| 2005  | You Are My Sunshine                     | Kim Kyung-bae        |       |               |
| 2006  | Over the Border                         | Borracho             | Cameo |               |
| 2006  | Detective Mr. Gong                      | Detective Ji         |       |               |
| 2006  | Lump Sugar                              | Jefe Hong            |       |               |
| 2006  | Between Love and Hate                   | Director Jeon        |       |               |
| 2006  | Tazza: The High Rollers                 | Park Moo-seok        |       |               |
| 2007  | The Old Garden                          | Geon                 |       |               |
| 2007  | The Happy Life                          | Hyuk-soo             |       |               |
| 2007  | Le Grand Chef                           | Woo                  |       |               |
| 2007  | Bank Attack                             | Repartidor           |       |               |
| 2008  | His Last Gift                           | Yong-tae             |       |               |
| 2008  | Boy Director                            | Jefe del Pueblo      |       |               |
| 2009  | A Million                               | Empleado de Mudanzas |       |               |
| 2009  | A Good Rain Knows                       | Presidente Ji        |       |               |
| 2009  | Jeon Woo-chi: The Taoist Wizard         | Sacerdote            |       |               |
| 2010  | Blades of Blood                         | Park Dol-seok        | Cameo |               |
| 2010  | Moss                                    | Jeon Seok-man        |       |               |
| 2010  | Heartbeat                               | Líder de Equipo Jo   |       |               |
| 2011  | In Love and War                         | Mr. Baek             |       |               |
| 2011  | Moby Dick                               | Son Jin-ki           |       |               |
| 2011  | Champ                                   | Alguacil             |       |               |
| 2011  | Punch                                   | Hombre               |       |               |
| 2013  | Running Man                             | Ahn Sang-ki          |       |               |
| 2013  | Hope                                    | Han Gwang-shik       |       |               |
| 2014  | Sea Fog                                 | Ho-young             |       | [ 38 ]        |
| 2015  | Wonderful Nightmare                     | Jefe Lee             |       |               |
| 2015  | The Beauty Inside                       | Kim Woo-jin          |       | [ 39 ] [ 40 ] |
| 2015  | The Tiger: An Old Hunter's Tale         | Chil-gu              |       | [ 41 ]        |
| 2016  | Will You Be There?                      | Tae-ho               |       |               |
| 2016  | Proof of Innocence                      | Kwon Soon-tae        |       |               |
| 2017  | Fabricated City                         | Ma Deok-soo          |       |               |
| 2017  | Ordinary Person                         | Chu Jae-jin          |       | [ 42 ]        |
| 2018  | The Negotiation                         | Ahn Hyuk-soo         |       |               |
| 2018  | The Witness                             | Jae-yeob             |       | [ 43 ]        |
| 2018  | Yakiniku Dragon                         | Yong-gil             |       |               |
| 2019  | By Quantum Physics: A Nightlife Venture | Park Gi-heon         |       | [ 44 ]        |
| 2020  | The Golden Holiday                      | Kim Yong-bae         |       |               |
| 2020  | Boston 1947                             | Baek                 |       |               |
| 2021  | Shades of the Heart                     | Sung-ha              |       | [ 45 ]        |
| Prog. | Song of the Sun                         |                      |       | [ 46 ]        |

### Programas de variedades
| Año         | Título                                          | Notas                                                |
| ----------- | ----------------------------------------------- | ---------------------------------------------------- |
| 2017        | TV 나를 향한 빅퀘스천 4부 왜 일하는가?          |                                                      |
| 2017, 2019  | Happy Together Season 4 Happy Together Season 3 | (ep. #605 (48)) - invitado (ep. #490-491) - invitado |
| 2018 - 2019 | Village Survival, the Eight (미추리 8-1000)     | 12 episodios - miembro                               |
| 2020        | Running Man                                     | (ep. #516) - invitado                                |

### Programas de radio
| Año  | Título                         | Cadena | Notas    |
| ---- | ------------------------------ | ------ | -------- |
| 2016 | EBS 책 읽는 라디오 낭독 시리즈 | EBS FM | invitado |

### Anuncios
| Año  | Título                      | Notas                                                                       |
| ---- | --------------------------- | --------------------------------------------------------------------------- |
| 2012 | 키움증권 - 에브리바디키움편 |                                                                             |
| 2014 | 365mc 병원 - 비만클리닉     | junto a 유지현                                                              |
| 2016 | LG G5                       | junto a Ko Chang-seok, Ye Ji-won, Jo Jae-yoon, Moon Jeong-hee y Kim Hee-won |
| 2021 | 농심 - 짬뽕건면             | junto a 전광렬                                                              |

### Teatro
| Año  | Título                                           | Personaje | Notas |
| ---- | ------------------------------------------------ | --------- | ----- |
| 1996 | 먼지아기                                         | -         |       |
| 1996 | Ophelia (오필리어)                               | -         |       |
| 1998 | 지상으로부터 20미터                              | -         |       |
| 2003 | 어무이 어무이요                                  | -         |       |
| 2003 | 종로고양이                                       | -         |       |
| 2003 | A First Kiss in Human History (인류 최초의 키스) | -         |       |
| 2004 | Men's Impulse (남자충동)                         | -         |       |

## Discografía

### Singles
| Año  | Canción | Álbum                            | Notas                                 |
| ---- | ------- | -------------------------------- | ------------------------------------- |
| 2012 | Ce Song | OST de "My Husband Got a Family" | junto a Kwak Dong-yeon y Yoo Jun-sang |

## Premios y nominaciones
| Año  | Premio                      | Categoría                                | Trabajo                       | Resultado |
| ---- | --------------------------- | ---------------------------------------- | ----------------------------- | --------- |
| 2007 | 28th Blue Dragon Film Award | Best Supporting Actor                    | The Happy Life                | Ganó      |
| 2010 | SBS Drama Award             | Best Supporting Actor in a Drama Special | Prosecutor Princess           | Nominado  |
| 2011 | 48th Grand Bell Award       | Best Supporting Actor                    | Moby Dick                     | Nominado  |
| 2011 | 4th Korea Drama Award       | Best Supporting Actor                    | City Hunter y Twinkle Twinkle | Nominado  |
| 2012 | KBS Drama Award             | Best Supporting Actor                    | My Husband Got a Family       | Ganó      |
| 2018 | 2nd The Seoul Award         | Best Supporting Actor (Film)             | The Witness                   | Nominado  |
| 2020 | 28th SBS Drama Award        | Best Supporting Actor                    | Alice                         | Nominado  |